# Mocz pierwotny
Mocz pierwotny – część osocza krwi, przesączonego podczas procesu filtracji w ciałku nerkowym i zbierającego się w torebce Bowmana.
Zawiera nie tylko szkodliwe produkty przemiany materii, które powinny zostać usunięte z organizmu, lecz również substancje potrzebne, tj. cukry, sole mineralne, witaminy, aminokwasy i wodę. Dlatego w czasie przepływania przesączu przez długie kanaliki nerkowe, użyteczne substancje i większość wody są powtórnie wchłaniane. Proces ten nazywa się wchłanianiem zwrotnym, czyli resorpcją.
Mocz pierwotny u zdrowego człowieka może zawierać do 250 mg białek.